# Frank Moya Pons
Rafael Francisco Moya Pons, conocido como Frank Moya Pons, nació en 1944 en la ciudad de La Vega, República Dominicana. Es uno de los historiadores contemporáneos principales de la República Dominicana. 
Ha publicado muchos libros importantes sobre la historia y el patrimonio cultural del país. Uno de sus trabajos más conocidos es Manual de historia dominicana (1992), ahora en su décima edición, que es un trabajo de grapa de historiografía dominicana. En 1985 escribió el libro Entre esclavitud y trabajo libre: El español, en 1998 La República Dominicana: Una Historia Nacional, y en 2007 Historia del Caribe: plantaciones, comercio, y guerra en el mundo atlántico. También ha conducido muchos trabajos sobre la esclavitud en la República Dominicana y el Caribe.
Moya tiene un Grado en 'Filosofía' en la Universidad Autónoma de Santo Domingo (UASD); tiene una Maestría en 'Historia latinoamericana' y otra en 'Historia europea' en Georgetown University. Moya tiene un doctorado en 'Historia latinoamericana', 'Desarrollo Económico' y 'Métodos Cuantitativos' por la Universidad de Columbia.
Moya Pons ha enseñado historia en la Pontificia Universidad Católica Madre y Maestra en la República Dominicana, en las universidades Columbia y de Florida en los EE. UU., y ha sido Profesor de Investigación en el City College of New York.
Moya era Presidente de la Academia Dominicana de Historia. En 2013, publicó Bibliografía de la Historia Dominicana 1730-2010.

Fue Secretario de Estado de Medio ambiente y recursos naturales en el gobierno del presidente Hipólito Mejía entre el año 2000 y 2004.